# تقاليد الزواج البنجابي

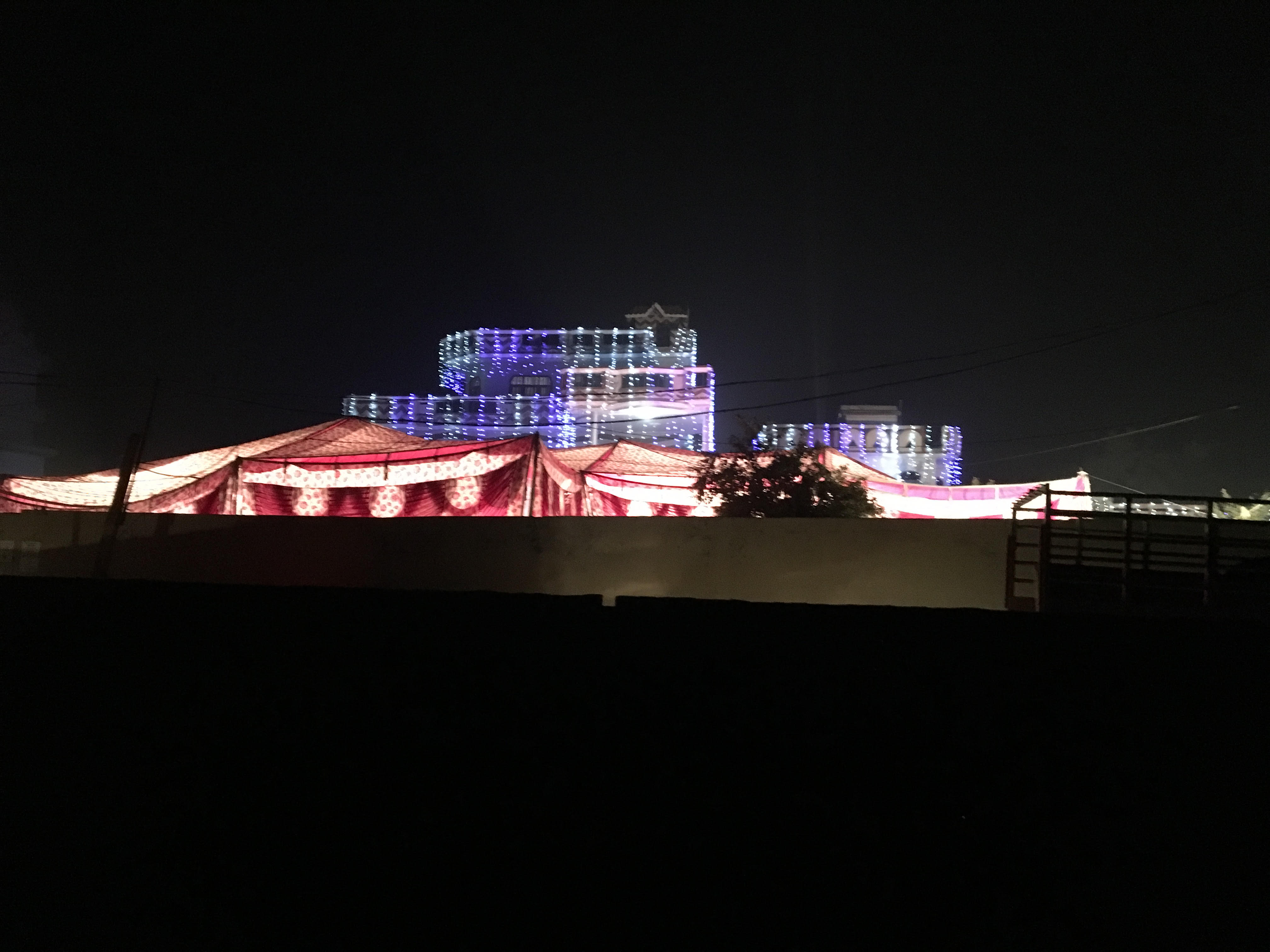

تقاليد الزفاف البنجابي عرفت تقاليد الزفاف عند المجتمع  البنجابي على 
انها ليست سوا انعكاس قوي  للثقافة البنجابية مع بعض الطقوس والأغاني ولَم ننسى الرقص والغنى وتطور اللباس بشكل كبير عبر قرون متوالية.

## تقاليد ما قبل الزواج
تحدث ارداس حول تقاليد ما قبل الزواج وذكر انه يتم تبادل الهداية قبل الزواج ويأمر الزوجان برفض أية تغير أو مقترحات أخرى للزواج أو حفل الخطوبة.

### روكا (قبل الارتباط)
```
يطلق على حفل الخطوبة الغير رسمي الذي يكون قبل الارتباط بروكا، حيث تأتي عائلة العريس وبعض أصدقاء ليعطوا البركات للعروس وعلى نحو ذلك تحدث هذه المراسم ضمن معاير المخطط لها حيث اثناء جلوس الوالدان ليتباحثون عن ترتيبات الزواج والتخطيط له والهدف من ذلك زواج ملائم للعروسين وفِي حال الاتفاق على مراسم الزواج فهنا نستطيع ان نقول كاد البحث يصل إلى النهاية، وبعد هذا الاحتفال يقف الزوجان بشكل غير رسمي وعدم تبادل الحلقات، كما أعرب بشكل تقليدي بعدم السماح للأفراد برؤية رفيقهم.
```

### دمانجني أو شاجون
مصطلحات تعرف بالمشاركة وهي تعتبر من أهم مراسم الزواج البنجابي للتأكيد على التعاون بين العائلات حيث تزور عائلة العروس عائلة العريس ويقدمون الهدايا والعجينة الهدف منها صنع علامة تيكا وعلاوة ع ذلك الصينية الفضية التي تحتوي على بضع من حبات الأرز والزعفران موضوعة بوعاء فضي صغير وأربعة عشر من حبات التمر المجفف ملفوفة بورق من الفضة اما جوز الهند ملفوف بالذهب، هذه المراسم ما تدعى بحفل سأجري تقام قبل حوالي أسبوع من الزفاف حيث تتطبق علامة تيكا الذي يطبقها والد العروس ع جبن العريس ويبارك ويعطيه بعض المال. كما تبين أيضا استقبال عائلة العروس سبع سلالال من فواكه مجففة فعلى سبيل المثال اللوز والتمر المجفف وقطع جوز الهند والزبيب والمشمش المجفف أو يدعى الخورمان وبذور اللوتس، وأحيانا يتم في هذه الجمع بين حفل الخطوبة والمشاركة اوالارتباط.حيث تظهر المرحلة الأولى عندما تغطى العروس بقطعة شوني وهي إرث عائلي تنتقل من جيل لجيل والتي عادة ما تكون مزخرفة تساعدها أمها أو اختها وزوجها على ارتداء المجوهرات والحلي وبالمرحلة التالية تتطبق نقطة صغيرة من عجينة الحناء على كفها والتي تدل على حين الخط، المرحلة الاخيرة هي ليست سوا توزيع الحلوى ع الحاضرين وتبادل التهاني.

#### سانجيب أو دهولكي
هي (أساسا آلة موسيقية شعبية تحمل راسين من الطبل وظهرت في جنوب اسيا وتعرف باسم نال أيضا) تجلب أهل العروس هذه الطبول حيث يتم دعوة عدد قليل من عائلة العريس وتعزف عائلة العروس الطبول وترنم الأغاني اما مع تطور الحياة تم استبدال هذه الآلة بما يعرف بالدي جي وما يتبع الرقص العشاء.